# Kawaii Metal
Kawaii Metal (auch als Idol Metal oder Kawaiicore bekannt; abgeleitet von kawaii (かわいい), dt. „niedlich“ oder „entzückend“) ist ein um 2010 in Japan entstandenes Metal-Subgenre, das stark von J-Pop und (in geringerem Maße) von EDM beeinflusst ist.
Eine typische Komposition vereint die Instrumentation verschiedener Metal-Stilrichtungen (insbesondere Power Metal, Speed Metal, Industrial Metal, Black Metal, Death Metal, Metalcore und Deathcore) sowie J-Pop-Melodien und die Ästhetik von Girlgroups der japanischen Idol-Szene (aidoru). Die auf Japanisch (und gelegentlich auf Englisch) gesungenen Texte sind – ganz im Gegensatz zur begleitenden Musik – häufig weniger aggressiv als in den übrigen Metal-Subgenres und behandeln Themen, die sonst in der Popmusik üblich sind.
Kawaii-Metal-Gruppen bestehen üblicherweise aus Frauen. Als international bekanntester und erfolgreichster Vertreter gilt Babymetal. Weitere Gruppen dieses Subgenres sind u. a. Aldious, Doll$Boxx, FruitPochette, Ladybaby, Necronomidol und PassCode.